# Mariä Himmelfahrt (Donaumünster)

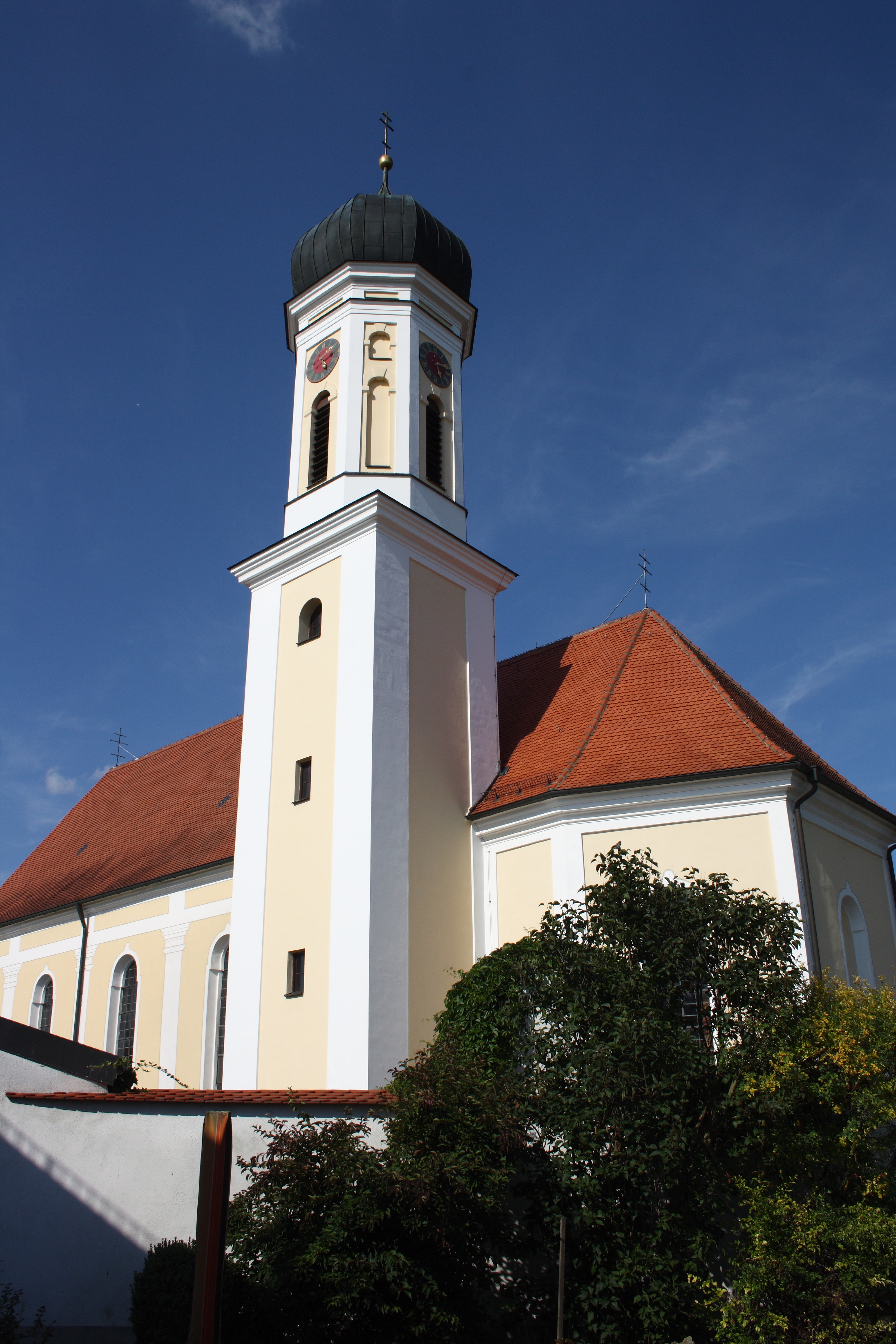
Mariä Himmelfahrt in Donaumünster

Die römisch-katholische Pfarrkirche  Mariä Himmelfahrt steht in Donaumünster, einem Gemeindeteil von Tapfheim im schwäbischen Landkreis Donau-Ries in Bayern. Das Bauwerk ist in der Liste der Baudenkmäler in Tapfheim als Baudenkmal unter der Nr. D-7-79-218-17 eingetragen. Die Kirchengemeinde gehört zum Dekanat Donauwörth des Bistums Augsburg.

## Beschreibung
Das Langhaus der Saalkirche wurde 1729–1732 unter Amandus Röls, Abt des Klosters Heilig Kreuz, errichtet. Der eingezogene, dreiseitig geschlossene Chor im Süden, der Chorflankenturm auf quadratischem Grundriss an der Westwand und die Sakristei an der Ostwand des Chors wurden 1758 hinzugefügt. Das oberste, achteckige Geschoss des Chorflankenturms beherbergt die Turmuhr und den Glockenstuhl. Darauf sitzt eine Zwiebelhaube.
Der Innenraum des Langhauses ist mit einem Stichkappengewölbe überspannt, der des Chors mit einem Kreuzgratgewölbe. Die Fresken wurden 1914 von Waldemar Kolmsperger dem Ältere gestaltet. Von ihm stammt auch das Gemälde im Altarauszug des Hochaltars. Von Johann Anwander stammen Gemälde, auf denen die heilige Ottilia und Bernhard von Clairvaux dargestellt sind.